# ヴァウヒア

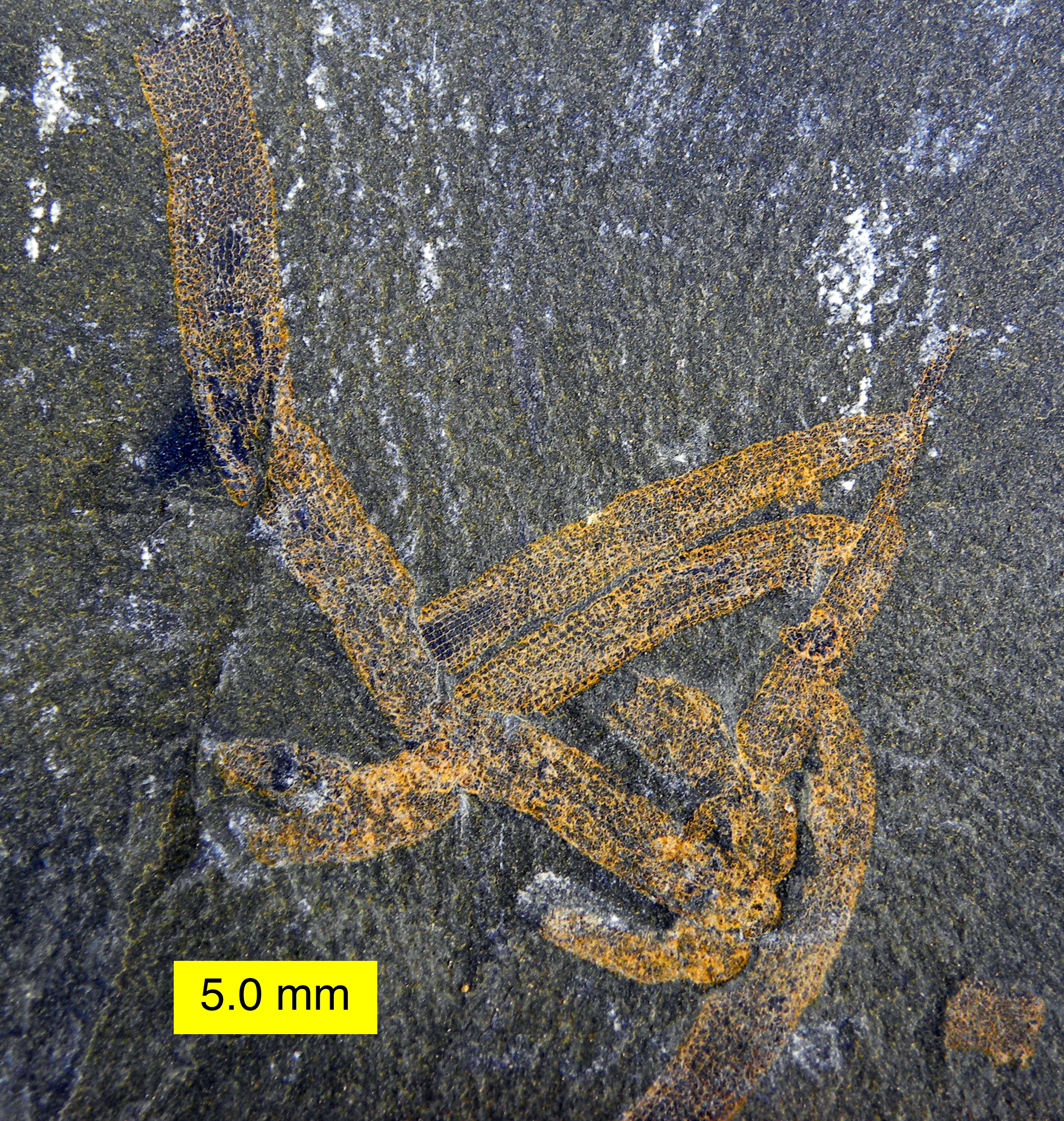
Vauxia

ヴァウヒア (Vauxia) は、カンブリア紀に生息していた。バージェス動物群の１つである。海綿動物の一種。スポンジのような体をしている。全長3.1cmほど。
化石はアメリカ合衆国やカナダでよく出現。